# Eupomatia
Eupomatia R.Br. è un genere di piante angiosperme dell'ordine Magnoliales, unico genere della famiglia Eupomatiaceae Orb..

## Distribuzione e habitat
Il genere è diffuso in Nuova Guinea e Australia orientale (Nuovo Galles del Sud, Queensland, Victoria).

## Tassonomia
Il genere comprende le seguenti specie:
- Eupomatia barbata Jessup
- Eupomatia bennettii F.Muell.
- Eupomatia laurina R.Br.